# De La Soul Is Dead
De La Soul Is Dead è il secondo album discografico del gruppo musicale alternative hip hop statunitense De La Soul, pubblicato nel 1991.

## Tracce
1. Intro - 2:14
2. Oodles of O's - 3:31
3. Talkin' bout hey Love - 2:27
4. Pease Porridge - 5:02
5. Skit 1 - :25
6. Johnny's Dead AKA Vincent Mason (live from the BK Lounge) - 1:57
7. A Roller Skating Jam Named "Saturdays" - 4:03 (feat. Q-Tip & Vinia Mojica)
8. WRMS' Dedication to the Bitty - :46
9. Bitties in the BK Lounge - 5:40
10. Skit 2 - :31
11. My Brother's a Basehead - 4:20 (feat. Squirrell and Preacher)
12. Let, Let Me In - 3:25
13. Afro Connections at a Hi 5 (In the Eyes of the Hoodlum) - 4:02
14. Rap de Rap Show - 2:19
15. Millie Pulled a Pistol on Santa - 4:10
16. Who do u Worship? - 1:59
17. Skit 3 - :31
18. Kicked Out the House - 1:56
19. Pass the Plugs - 3:30
20. Not Over till the Fat Lady Plays the Demo - 1:29
21. Ring Ring Ring (Ha Ha Hey) - 5:06
22. WRMS: Cat's in Control - 0:34
23. Skit 4 - 0:12
24. Shwingalokate - 4:14
25. Fanatic of the B Word - 4:09
26. Keepin' the Faith - 4:45
27. Skit 5 - 0:32